# 메르켈세포 폴리오마바이러스

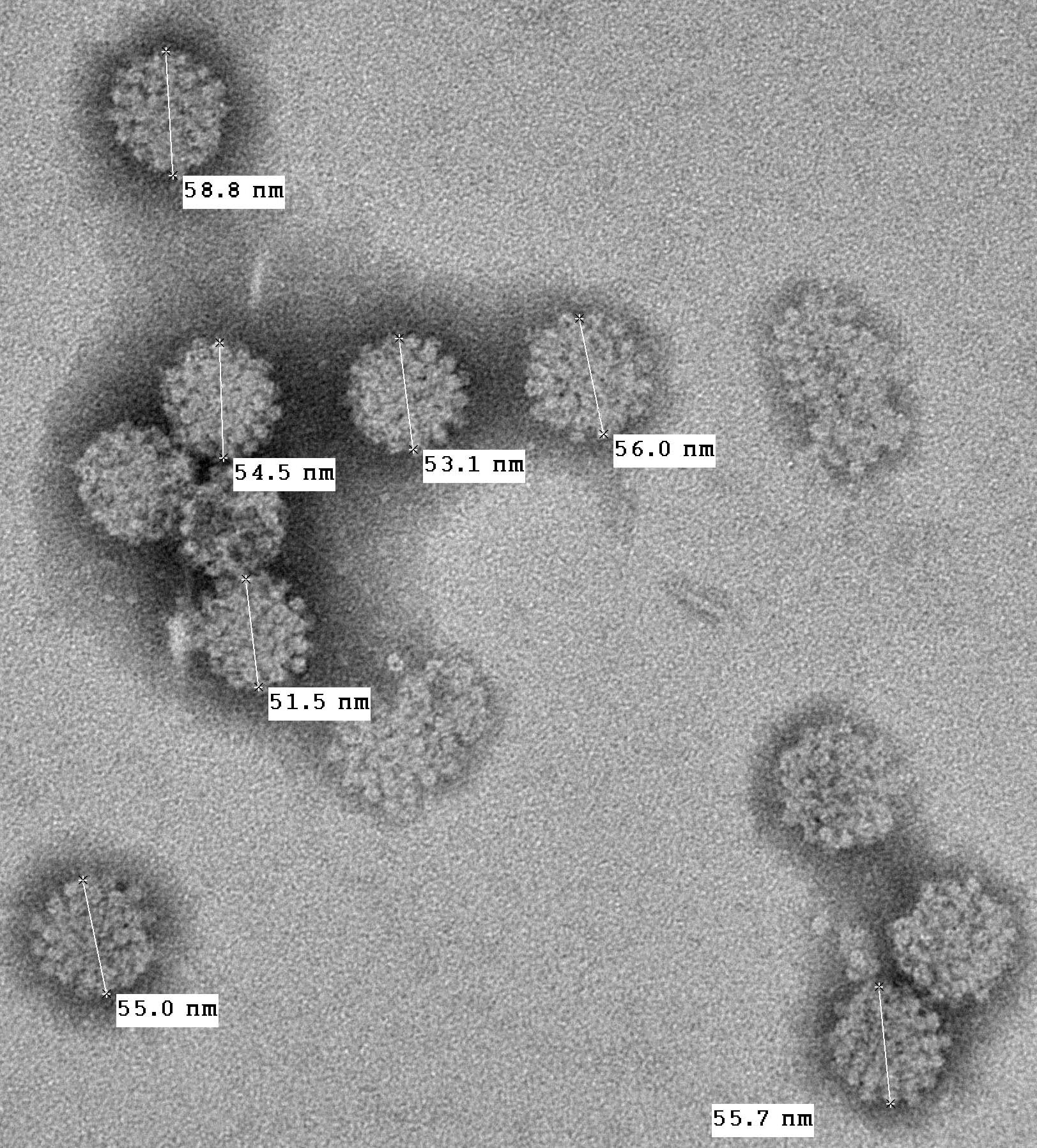

메르켈세포 폴리오마바이러스(Merkel cell polyomavirus, MCV 또는 MCPyV)는 2008년에 펜실베이니아주의 피츠버그에서 처음으로 보고된 바이러스다. 디지털 전사체 공제법(Digital transcriptome subtraction)이라는 군유전체학 차세대 염기서열 분석법을 사용하여 처음으로 분리한 병원 바이러스다. 현재 알려진 일곱 가지 암바이러스들 중 한 종류로, 피부암의 희귀한 형태인 메르켈세포 암종을 일으키는 것으로 알려져 있다. 이 당시 대략 80%의 메르켈세포 암종 환자가 메르켈세포 폴리오마바이러스에 감염된 것으로 나타난다. 이로부터 3년 후인 2011년에, 한 연구팀은 메르켈세포 암종 환자의 97%가 이 바이러스에 대한 항체를 보유하고 있음을 보였다. 청소년에서 성인까지 넓은 나잇대의 사람들을 감염시키는 것으로 알려졌다. 호흡기 분비액에서도 발견되어, 호흡기 경로를 통해 전염될 것이라 추측된다. 그러나 병증이 나타나지 않은 피부에서도 바이러스 배출이 이루어지며, 위장관 조직 등 타 조직에서도 배출이 일어난다는 사실이 알려짐에 따라 정확한 전파 경로는 다시 베일어 덮였다. 최근에 이루어진 연구들은 이 바이러스가 사람의 혈청이나 말초 혈액 단핵세포에도 잠복해 있을 가능성이 있음을 보였다.
대부분의 경우 메르켈세포 암종에서 발견되는데, 최소 두 종류의 변종은 전염성이 없는 것으로 나타났다. 숙주 세포의 유전체에 포함되어 단일클론성 행동양상을 보이는 변종과, T 항원의 끝 부분이 잘라져 바이러스 복제에 필요한 DNA 복제를 수행하지 못하는 변종이 각각 그것이다.
메르켈세포 폴리오마바이러스는 T 항원 암단백질을 억제함으로써 암을 일으키는 것으로 알려져있다. 이 바이러스성 단백질을 무너뜨리면 메르켈세포 폴리오마바이러스가 존재하는 메르켈세포 종양세포는 사멸하는 반면, 바이러스에 감염되지 않은 종양의 세포에는 아무런 영향도 미치지 않는다. 또한 유전자 검사 결과 암종이 발생하기 이전부터 바이러스의 유전체가 숙주 세포의 유전체에 도입되는 것으로 보인다. 국제 암 연구 기관은 이 바이러스를 2A급 발암물질로 분류했다.

## 진단 및 치료
바이러스의 검출방법에 대해선 아직 연구가 진행되고 있으며, 임상실험을 거치지 않았다. 바이러스 DNA는 서던 블랏이나 중합효소 연쇄 반응(PCR)을 통해 검출할 수 있다. 그러나 PCR 결과 거짓으로 양성 반응이 나타나거나, 건강한 피부 조직의 경우 양성 반응은 나타나지 않더라도 실제로 감염되어있는 경우가 있으므로 주의해야 한다. 서열을 분석함으로써 암 연관 돌연변이의 발생 여부를 검사할 수 있다.
암 조직에서 T항원을 염색하기 위한 항체가 개발되고 있는데, 메르켈세포 폴리오마바이러스에 의해 감염된 암종에서도 T항원 항체반응이 나타난다. 혈액 검사법 역시 개발중인데, 과거에 한 번 바이러스에 노출된 성인의 경우 증상이 나타나지 않더라도 바이러스를 옮길 수 있다는 결과가 나왔다.
메르켈세포 암종의 치료법은 바이러스 감염여부에 따라 달라지지 않는다. 최근 핀란드의 시골지방에서 행해진 연구는 메르켈세포 바이러스가 검출된 경우, 그렇지 않은 경우보다 더 좋은 예후를 보인다고 보고했다. 그러나 다른 연구에서는 이러한 결과가 반복되지 않았다.